# Liste der denkmalgeschützten Objekte in Inzenhof (Burgenland)
Die Liste der denkmalgeschützten Objekte in Inzenhof enthält ein denkmalgeschütztes, unbewegliches Objekt der Gemeinde Inzenhof.

## Denkmäler
| Foto |                 | Denkmal                                       | Standort                                          | Beschreibung                                 | Metadaten |
| ---- | --------------- | --------------------------------------------- | ------------------------------------------------- | -------------------------------------------- | --- |
| ja   | Datei hochladen | 4 Zollhäuser HERIS-ID: 31597 Objekt-ID: 28574 | Inzenhof 144, 145, 146, 147 Standort KG: Inzenhof | Die Zollhäuser stammen aus der Zeit um 1930. | BDA-Hist.: Q37943275 Status: Bescheid Stand der BDA-Liste: 2025-06-30 Name: 4 Zollhäuser GstNr.: 535, 536, 537, 538, 539 |